# Koppom
Koppom è un'area urbana della Svezia situata nel comune di Eda, contea di Västra Götaland.
La popolazione rilevata nel censimento 2010 era di 643 abitanti .